# Falling into You (singel)
Falling into You – pierwszy singel kanadyjskiej piosenkarki Céline Dion promującym jej płytę o tej samej nazwie.

## Lista utworów
| #                                                       | Tytuł                                     | Czas trwania                              |                                           |
| Wersja europejska i angielska (Single CD)               | Wersja europejska i angielska (Single CD) | Wersja europejska i angielska (Single CD) | Wersja europejska i angielska (Single CD) |
| ------------------------------------------------------- | ----------------------------------------- | ----------------------------------------- | ----------------------------------------- |
| 1.                                                      | Falling into You                          | 4:18                                      |                                           |
| 2.                                                      | I Don't Know                              | 4:38                                      |                                           |
| Wersja francuska (Single CD)                            |                                           |                                           |                                           |
| 1.                                                      | Falling into You                          | 4:18                                      |                                           |
| 2.                                                      | Le ballet                                 | 4:25                                      |                                           |
| Wersja australijska, europejska i angielska (Single CD) |                                           |                                           |                                           |
| 1.                                                      | Falling into You                          | 4:18                                      |                                           |
| 2.                                                      | I Don't Know                              | 4:38                                      |                                           |
| 3.                                                      | Le ballet                                 | 4:25                                      |                                           |
| Wersja angielska (Single CD)                            |                                           |                                           |                                           |
| 1.                                                      | Falling into You                          | 4:18                                      |                                           |
| 2.                                                      | If That's What It Takes                   | 4:12                                      |                                           |
| 3.                                                      | The Colour of My Love                     | 3:25                                      |                                           |

## Certyfikaty i sprzedaż
| Kraj            | Najwyższa pozycja |
| --------------- | ----------------- |
| Australia       | 12                |
| Austria         | 28                |
| Belgia          | 11                |
| Dania           | 12                |
| Europa          | 12                |
| Francja         | 11                |
| Hiszpania       | 1                 |
| Holandia        | 18                |
| Irlandia        | 15                |
| Niemcy          | 71                |
| Norwegia        | 8                 |
| Nowa Zelandia   | 21                |
| Szwajcaria      | 19                |
| Szwecja         | 44                |
| Wielka Brytania | 10                |
| Włochy          | 19                |